# جو راميريز
جو راميريز (بالإسبانية: Jo Ramírez)‏ هو مهندس ميكانيك مكسيكي، ولد في 20 أغسطس 1941 في مدينة مكسيكو في المكسيك.